# Ciudad de Yilan
Yilan (chino tradicional: 宜蘭市), también se deletrea Ilan o I-lan, es una ciudad-nivel municipal del condado de Yilan, República de China. Está situada al norte del condado de Yilan y en el centro del Plano de Lanyang. El gobierno del condado de Yilan se halla aquí.
El Plano de Lanyang (蘭陽平原) donde la ciudad está situada se llamaba el Plano de Kapsulan (蛤仔難/甲子蘭) o el Plano de Komalan (噶瑪蘭) antiquamente. Estos nombres se derivan de la tribu local Kavalan, una de los aborígenes de Taiwán.

## Educación
- Universidad Nacional Ilan